# ماناکارا
ماناکارا (به لاتین: Manakara) یک منطقهٔ مسکونی در ماداگاسکار است که در فیتووینانی واقع شده‌است. ماناکارا ۲۹٫۱ کیلومتر مربع مساحت و ۴۴٬۲۳۷ نفر جمعیت دارد.

## خواهرخوانده
شهر پارتونی خواهرخواندهٔ ماناکارا هست.